# 칼라일 전투
칼라일 전투(Battle of Carlisle)는 미국 남북 전쟁 게티즈버그 전역 중에 1863년 7월 1일 칼라일에서 벌어진 탐색전이었다. 게티즈버그 전투 개시와 동시에 시작되었고, 남군 기병대 젭 스튜어트 소장이 전투 2일째까지 그 전투에 가담하지 못했다는 이유로 게티즈버그 전역의 일부에 포함되었다. 북버지니아군 본대와 합류를 서두르던 스튜어트는 윌리엄 F. 스미스 소장이 지휘하는 북군 민병대와 짧은 교전을 벌였고, 유명했던 칼라일 병영을 불태워버렸다.

## 배경
펜실베이니아 주의 주도인 해리스버그에서 멀지 않은 컴버랜드 계곡에 있는 칼라일 마을은 이미 며칠 전에 북버지니아군 산하 리처드 S. 이월 중장의 2군단 병력에 의해 점령된 상태였다. 1863년 6월 27일, 이월은 해리스버그로 가는 길목인 칼라일에서 멈추었고, 보급품과 마초, 식량을 지역 주민들로부터 징발했다. 이월과 부하 장교들은 연방군이었을 당시인 남북 전쟁 발발 전에 칼라일 병영에서 근무했었다. 칼라일에서 멈춘 이월은 앨버트 G. 젠킨스 준장의 기병여단을 서스퀘해나 강과 해리스버그로 보냈다. 칼라일에 남은 나머지 병력은 밤 사이에 휴식을 취했고, 아침에 이월은 주도를 점령하기 위해 북쪽으로 기동했다.
남군이 떠난 후에, 칼라일은 밸디 스미스와 군관구 사령관 대리어스 N. 카우치 소장이 파견한 서스퀘해나 군관군 소속 뉴욕 및 펜실베이니아 민병대가 다시 점령했다. 스미스 부대는 32 및 33 펜실베이니아 민병대, 랜디스의 필라델피아 민병대와 뉴욕 1 기병대의 1개 중대 병력으로 편성되었다.

## 스튜어트의 기습
7월 1일, 메릴랜드주와 펜실베이니아주에 대한 기습의 끝자락에서 스튜어트의 부하들은 보급품을 확보하고 이월 부대의 위치를 찾으려고 마을로 왔다. 찾고자 했던 것 대신에 스미스의 민병들과 마주쳤다. 수적 우세를 점하고 있었지만, 스튜어트의 병사들은 마을을 공격하기에는 한 달 간에 걸친 원정으로 너무 지쳐 있었고, 스튜어트는 마을의 북군이 포토맥군의 정규군임을 우려하고 있었다.
스미스의 부하들이 모두 민병뿐이라는 것을 안 스튜어트는 피츠휴 리 소장에게 백기를 들고 마을로 보내 스미스와 마을을 비우거나 여자와 아이들을 마을 밖으로 내보내도록 얘기하라고 지시했다. 스미스는 나중에 대답하겠다고 했고, 항복을 거부했다. 스튜어트의 기마 포병대가 마을을 향해 포격을 개시했다. 약 한 시간 동안 포격 후, 스튜어트는 게티즈버그에서 주력 부대 간에 전투가 벌어졌다는 전갈을 받았다. 무력으로 마을을 점령할 수 없어서 스튜어트는 전투를 중지시키고, 칼라일 병영에 불을 지르라고 부하들에게 지시했다. 스튜어트는 전투 중인 게티즈버그로 방향을 돌렸다. 양측의 피해는 미미했고, 남군 병사 8명이 부상을 입고, 북군은 1명이 죽고 12명이 부상당했다.

## 참고 문헌
다음은 영어판의 참고 문헌이다.
- Boatner III, Lt. Col. Mark M. The Civil War Dictionary. Van Rees Press, New York. 1959
- Ent, Uzal. "Rebels in Pennsylvania!"